# トゥルク
トゥルク（フィンランド語: Turku: フィンランド語発音: [ˈturku] ( 音声ファイル), スウェーデン語: Åbo（オーボ） [ˈoːbʊ] ( 音声ファイル)）は、フィンランド共和国南西スオミ県にある市（港湾都市）。アウラ川の河口にあり、バルト海に面している。

## 概要

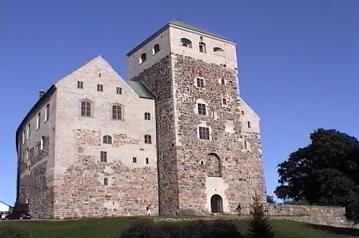
トゥルク城

1229年にローマ教皇がこの地に司教座をおいたことから町が築かれたとされる、フィンランド最古の町である。すぐにフィンランドで最も重要な都市となり、数百年間はその地位が維持された。フィンランドの首都であり、主要なハンザ同盟都市であった。1809年のフレデリクスハムンの和約によってフィンランドがスウェーデンからロシア帝国に割譲され、1819年にフィンランド大公国が成立すると、その首都はヘルシンキに置かれたが、1840年代末まではトゥルクがフィンランドでもっとも人口の多い都市であり続けた。今日でもこの地域の商業と文化の中心地である。
トゥルク港はフィンランド有数の商港・フェリー港であり、年間300万人以上の旅客がトゥルク港からスウェーデンのストックホルムやオーランド諸島のマリエハムンに旅行している。トゥルクの長い歴史はフィンランドの歴史に大きな影響を与えている。1996年には公式にフィンランドのクリスマス都市として宣言された。2011年にはエストニアの首都タリンとともに欧州文化首都に選定された。
2021年末時点の自治体人口は195,301人であり、フィンランドで6番目の規模である（参考）。トゥルク都市圏の人口は337,774人であり、ヘルシンキ首都圏、タンペレ都市圏に次いでフィンランドで3番目の規模である（参考）。バルト海に面した港湾都市であるため、歴史的にスウェーデンとのつながりが強い。トゥルクは公的にバイリンガル都市であり、人口の5.2%はスウェーデン語を母語としている。

## 地理
トゥルクはアウラ川の河口に位置しており、両岸に広がる自治体の面積は245km2である。左岸（東岸）にはトゥルク大聖堂などがあり、「川のこちら側」（täl pual jokke）と呼ばれる。右岸（西岸）にはトゥルク中央駅などがあり、「川の向こう側」（tois pual jokke）と呼ばれる。中心市街地は両岸に広がっているが、近年には右岸（西岸）側で市街地が拡大している。
トゥルクの自治体域で、アウラ川には10本の橋が架かっている。もっとも架橋年代が古いのは1904年に架けられたアウランシルタ橋であり、もっとも新しいのは2013年に架けられたKirjastosilta橋である。アウラ川ではフェリと呼ばれる渡し舟が運航されており、歩行者や自転車などは通行料なしでアウラ川を渡ることができる。

### トゥルク都市圏
人口約30万人を有するトゥルク都市圏（トゥルク周辺地域）は、ヘルシンキ首都圏、タンペレ都市圏に次いでフィンランドで3番目に大きな都市圏である。トゥルク都市圏を構成するのはトゥルクに加えて、Askainen、カーリナ、Lemu、Lieto、Masku、Merimasku、Mynämäki、ナーンタリ、Nousiainen、Paimio、Piikkiö、ライシオ、Rusko、Rymättylä、Sauvo、Vahto、Velkuaである。このうち、トゥルク、南東部のカーリナ、北西部のライシオ、西部のナーンタリの主要4自治体で約265,000人を有する。

### 区・地区
トゥルクの自治体域は9区で構成されており、9区は計78地区で構成されている。20世紀半ばに北部郊外と南部郊外にある自治体を合併したことで、トゥルクの自治体域は細長い洋ナシ型をしている。
| 区  | 名称                 | 地区数 | 人口(2019) |
| --- | -------------------- | ------ | ---------- |
| 1区 | Keskusta / Centrum   | 22地区 | 56,985人   |
| 2区 | Hirvensalo-Kakskerta | 16地区 | 11,403人   |
| 3区 | Uittamo-Skanssi      | 9地区  | 23,833人   |
| 4区 | Varissuo-Lauste      | 5地区  | 18,120人   |
| 5区 | Nummi-Halinen        | 5地区  | 22,498人   |
| 6区 | Runosmäki-Raunistula | 5地区  | 14,983人   |
| 7区 | Länsikeskus          | 7地区  | 23,353人   |
| 8区 | Pansio-Jyrkkälä      | 6地区  | 9,033人    |
| 9区 | Maaria-Paattinen     | 5地区  | 12,086人   |

### 気候

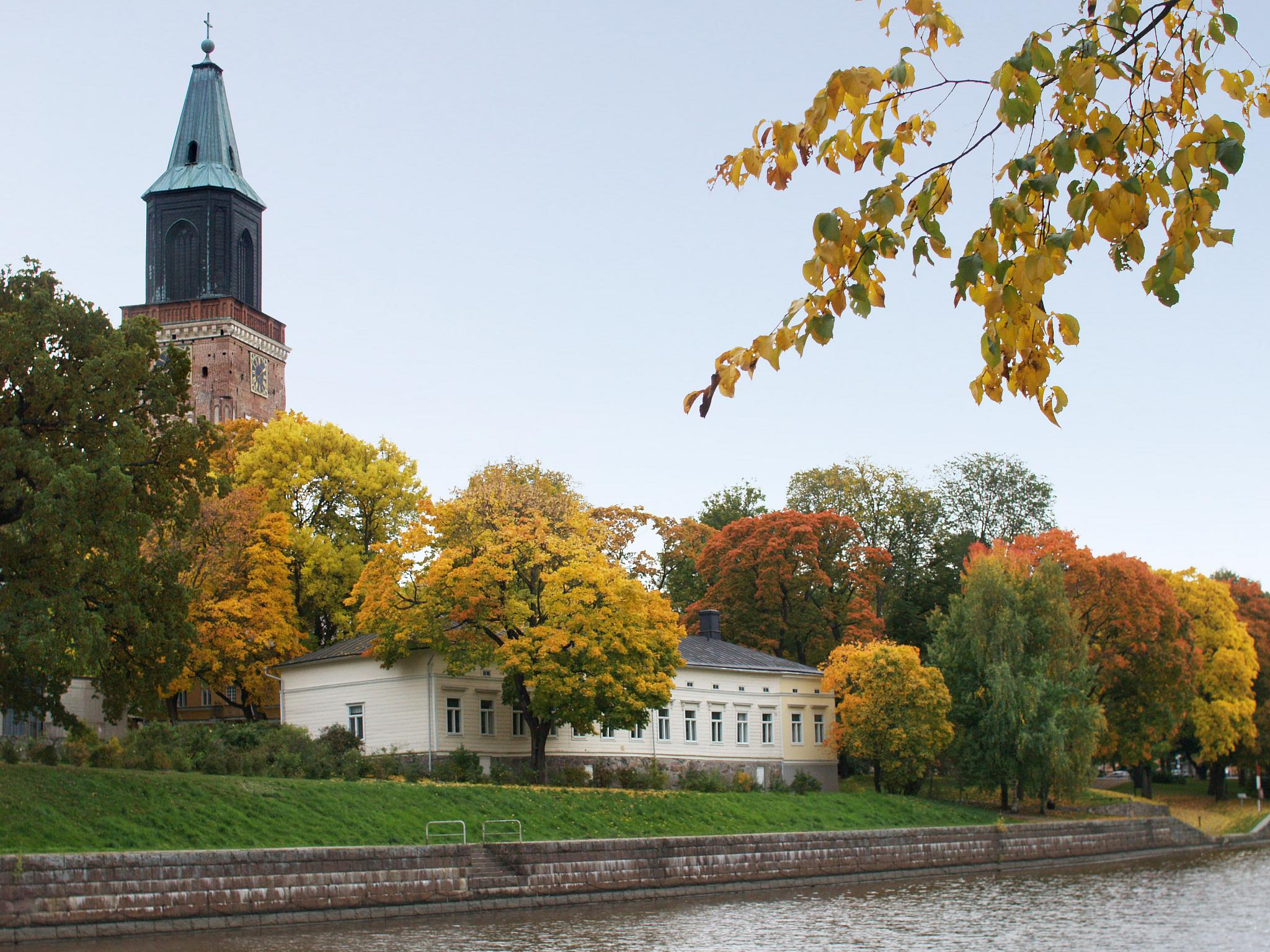
秋季のトゥルク大聖堂周辺

トゥルクはバルト海に面しており、その中でもサーリストメリと呼ばれる多島海域にある。気候は湿潤大陸性気候であり、ケッペンの気候区分ではDfbとなる。フィンランド南部の他都市と同様に、気温が摂氏30度まで上昇する温かい夏季、頻繁に降雪が起こる比較的寒い冬季を経験する。最暖月は平均気温が摂氏17.5度となる7月であり、最寒月は平均気温が摂氏5.5度となる2月である。12月初旬には冬季が始まり、3月下旬には春季が始まる。
トゥルクの年降水量は720ミリメートルである。もっとも降水量の多い月は80ミリメートルの8月であり、もっとも降水量の少ない月は32ミリメートルの4月である。海面の平均気圧は101.2キロパスカルであり、年間の変動はほとんどない。1955年から稼働しているトゥルク気象観測所はトゥルク空港に近い標高47メートル地点にある。
| トゥルクの気候                                                  | トゥルクの気候 | トゥルクの気候 | トゥルクの気候 | トゥルクの気候 | トゥルクの気候 | トゥルクの気候 | トゥルクの気候 | トゥルクの気候 | トゥルクの気候 | トゥルクの気候 | トゥルクの気候 | トゥルクの気候 | トゥルクの気候 |
| 月                                                              | 1月            | 2月            | 3月            | 4月            | 5月            | 6月            | 7月            | 8月            | 9月            | 10月           | 11月           | 12月           | 年             |
| --------------------------------------------------------------- | -------------- | -------------- | -------------- | -------------- | -------------- | -------------- | -------------- | -------------- | -------------- | -------------- | -------------- | -------------- | -------------- |
| 最高気温記録 °C （°F）                                          | 8.5 (47.3)     | 10.2 (50.4)    | 15.8 (60.4)    | 24.5 (76.1)    | 30.0 (86)      | 32.0 (89.6)    | 35.9 (96.6)    | 32.6 (90.7)    | 27.8 (82)      | 18.9 (66)      | 11.6 (52.9)    | 10.6 (51.1)    | 35.9 (96.6)    |
| 平均最高気温 °C （°F）                                          | −1.7 (28.9)    | −2.1 (28.2)    | 2.0 (35.6)     | 8.8 (47.8)     | 15.5 (59.9)    | 19.5 (67.1)    | 22.3 (72.1)    | 20.5 (68.9)    | 14.9 (58.8)    | 8.8 (47.8)     | 3.0 (37.4)     | −0.1 (31.8)    | 9.3 (48.7)     |
| 日平均気温 °C （°F）                                            | −4.4 (24.1)    | −5.2 (22.6)    | −1.6 (29.1)    | 4.0 (39.2)     | 10.2 (50.4)    | 14.4 (57.9)    | 17.5 (63.5)    | 16.0 (60.8)    | 11.0 (51.8)    | 5.9 (42.6)     | 0.8 (33.4)     | −2.6 (27.3)    | 5.5 (41.89)    |
| 平均最低気温 °C （°F）                                          | −7.3 (18.9)    | −8.3 (17.1)    | −4.9 (23.2)    | −0.2 (31.6)    | 4.8 (40.6)     | 9.3 (48.7)     | 12.6 (54.7)    | 11.6 (52.9)    | 7.2 (45)       | 3.2 (37.8)     | −1.6 (29.1)    | −5.6 (21.9)    | 1.8 (35.2)     |
| 最低気温記録 °C （°F）                                          | −35.5 (−31.9)  | −35.2 (−31.4)  | −32.8 (−27)    | −21.0 (−5.8)   | −6.6 (20.1)    | −2.2 (28)      | 1.8 (35.2)     | 0.2 (32.4)     | −6.9 (19.6)    | −15.0 (5)      | −22.3 (−8.1)   | −33.8 (−28.8)  | −35.5 (−31.9)  |
| 降水量 mm （inch）                                              | 61 (2.4)       | 42 (1.65)      | 43 (1.69)      | 32 (1.26)      | 39 (1.54)      | 59 (2.32)      | 79 (3.11)      | 80 (3.15)      | 64 (2.52)      | 78 (3.07)      | 76 (2.99)      | 70 (2.76)      | 723 (28.46)    |
| 平均降水日数                                                    | 11             | 8              | 9              | 7              | 7              | 8              | 9              | 11             | 9              | 12             | 13             | 12             | 116            |
| 平均月間日照時間                                                | 40             | 75             | 134            | 204            | 284            | 276            | 287            | 230            | 155            | 89             | 38             | 27             | 1,839          |
| 出典：Climatological statistics for the normal period 1981–2010 |                |                |                |                |                |                |                |                |                |                |                |                |                |

### 人口

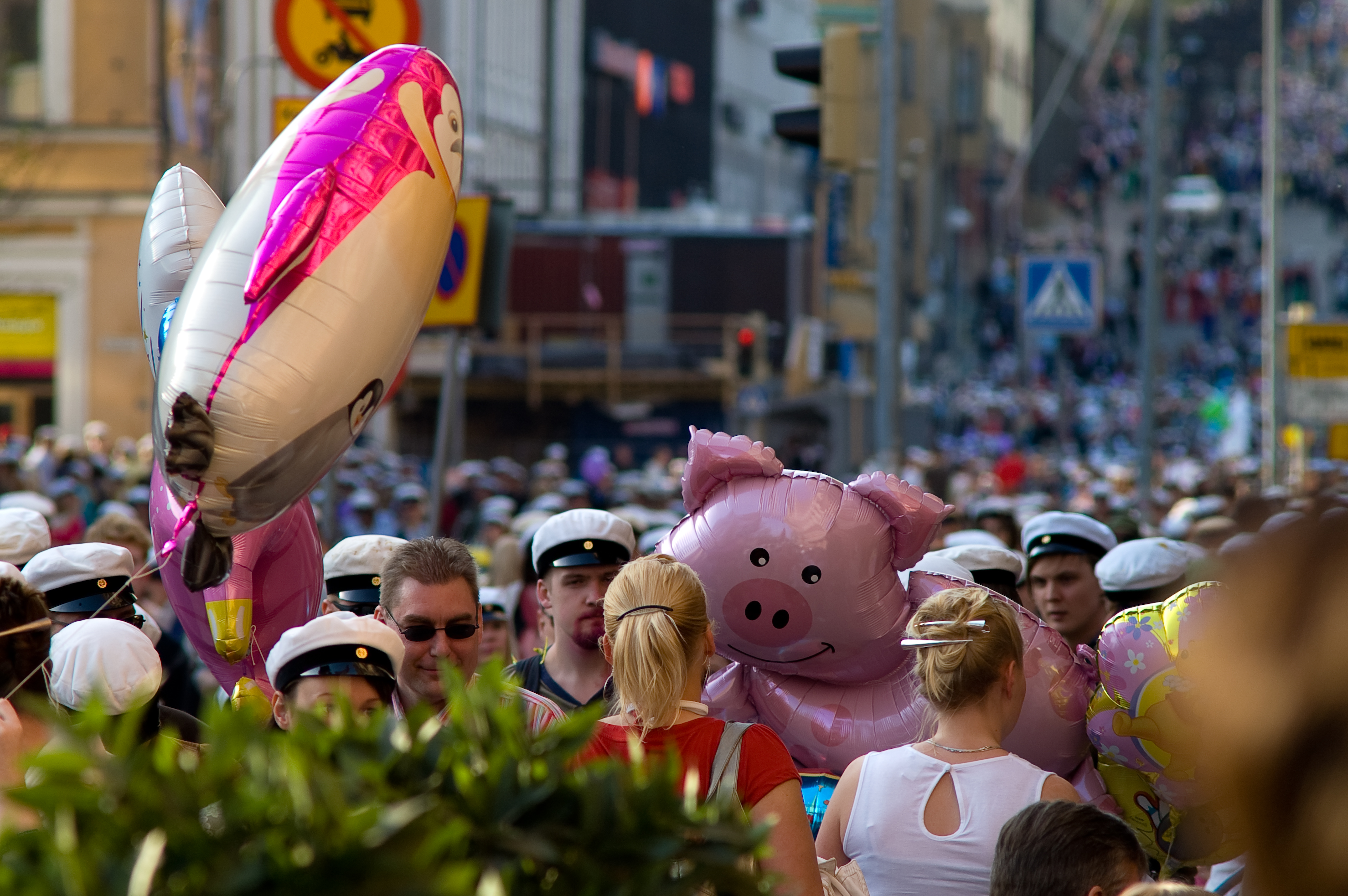
ヴァップを祝う人々

2004年末時点で、トゥルク都市圏は319,632人の人口を有し、うち174,824人がトゥルクの自治体域に住んでいた。自治体の人口密度は718人/km2だった。人口の89.4%はフィンランド語を母語とし、5.2%はスウェーデン語を母語としていた。両言語の次に母語話者数の多い言語は、ロシア語（1.3%）、アラビア語（0.6%）、アルバニア語（0.5%）の順である。人口の95.8%はフィンランド人であり、フィンランド国籍に続くのはロシア人、エストニア人、イラク人、イラン人、アルバニア人、スウェーデン人、ソマリア人、中国人、デンマーク人だった。フィンランドの多くの都市と同様に、トゥルク市による調査では居住者の民族や宗教に関する情報を集めていない。スウェーデン語であるオーボ（スウェーデン語: Åbo）は、歴史的にスウェーデン語話者が集住していたアウラ川左岸の地区名に由来する。街中の道路標識などにはフィンランド語とスウェーデン語の併記がみられる。

## 政治

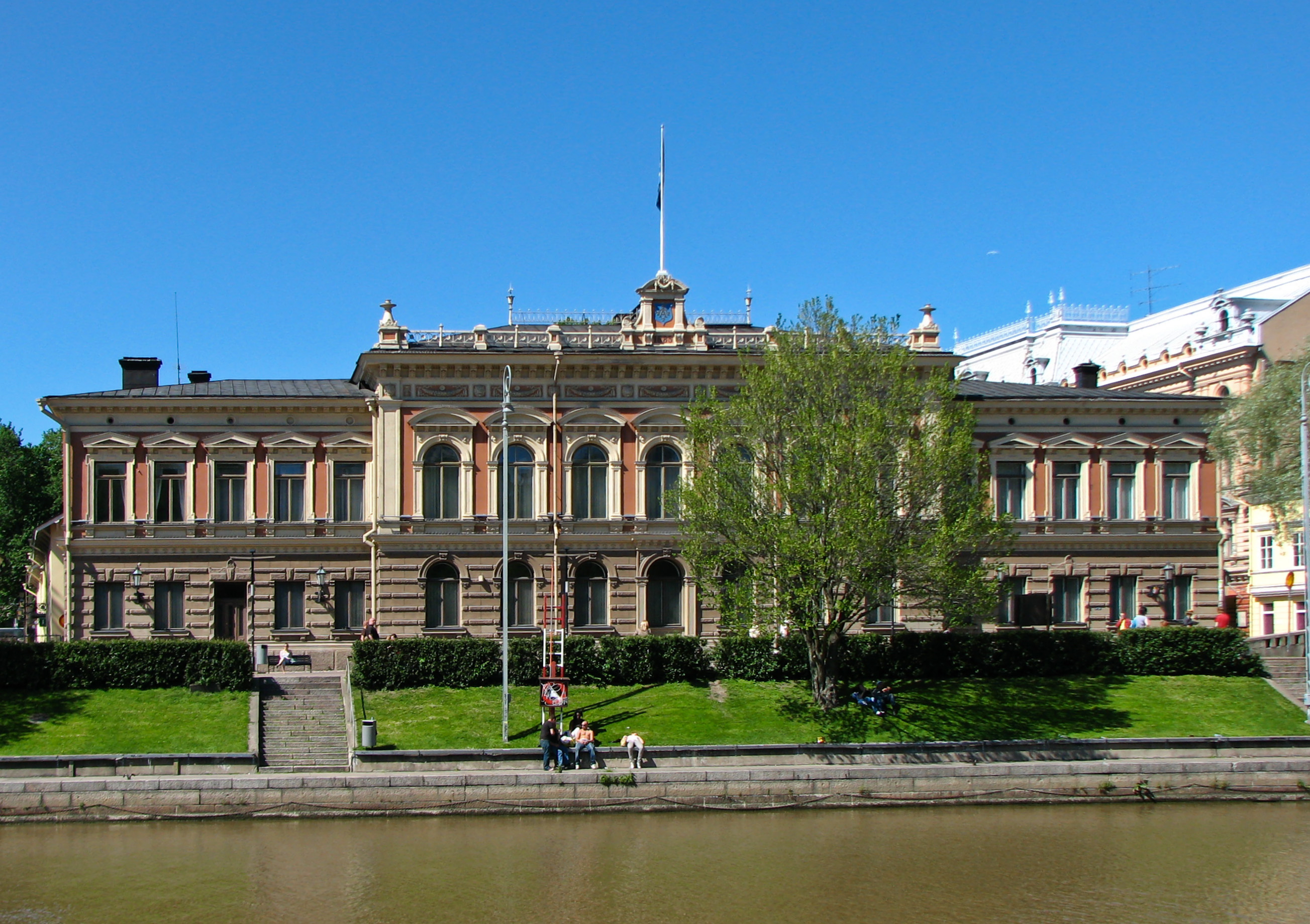
トゥルク市庁舎

トゥルク市議会は67議席で構成される。トゥルク市議会議長は国民連合党のミンナ・アルヴェである。2010年からAleksi Randellがトゥルク市長を務めている。
2017年のトゥルク市議会選挙における各政党の獲得議席数は以下の通りだった。
- 17議席 国民連合党
- 14議席 緑の同盟
- 12議席 フィンランド社会民主党
- 12議席 左翼同盟
- 5議席 真のフィンランド人
- 3議席 フィンランド中央党
- 3議席 スウェーデン人民党
- 1議席 キリスト教民主党

2011年フィンランド議会選挙における各政党の得票率は以下の通りだった。
- 23.7% 国民連合党
- 19.4% フィンランド社会民主党
- 15.8% 真のフィンランド人
- 12.7% 左翼同盟
- 11.4% 緑の同盟
- 5.8% スウェーデン人民党
- 4.7% フィンランド中央党
- 3.1% キリスト教民主党

## 社会

### 交通
トゥルクはトゥルク市地域公共交通委員会(FÖLI)によって運営されるバス路線ネットワークを有している。トゥルク近郊の自治体、Kaarina、Lieto、Naantali、Raisio、Ruskoなどに向かうバス路線もトゥルク市地域公共交通委員会が運営している。トゥルクバスターミナルとトゥルク中央駅は離れた場所にあるが、近い将来には両者の一体化が計画されている。
VRグループ（フィンランド国鉄）がトゥルクと他都市を結ぶ鉄道を運行しているが、運行路線数はかつてと比較して減少しており、タンペレとヘルシンキに向かう路線のみが営業している。トゥルクにはトゥルク中央駅があるほか、小規模なトゥルク港駅、クピッター駅もある。3つの長距離列車用鉄道駅を有するのはトゥルクがフィンランド唯一である。1972年にはトゥルク路面電車が廃止され、20世紀後半にはトゥルクと近隣自治体を結ぶ鉄道もすべて廃止されたため、現在のトゥルクに長距離列車以外の鉄道交通は存在しない。しかし、現在はトゥルクとその近郊を結ぶライトレールの建設が計画されている。
トゥルク市街地から北に8kmの距離にあるトゥルク空港は、トゥルクとルスコの自治体域にまたがっている。エア・バルティックやスカンジナビア航空など6の旅客航空会社、1の貨物航空会社が就航している。トゥルク港からはシリヤラインとヴァイキングラインが、スウェーデン本土とオーランド諸島に向かって毎日定期便を運航している。ボスニア湾を周遊するクルーズ船も運航されている。

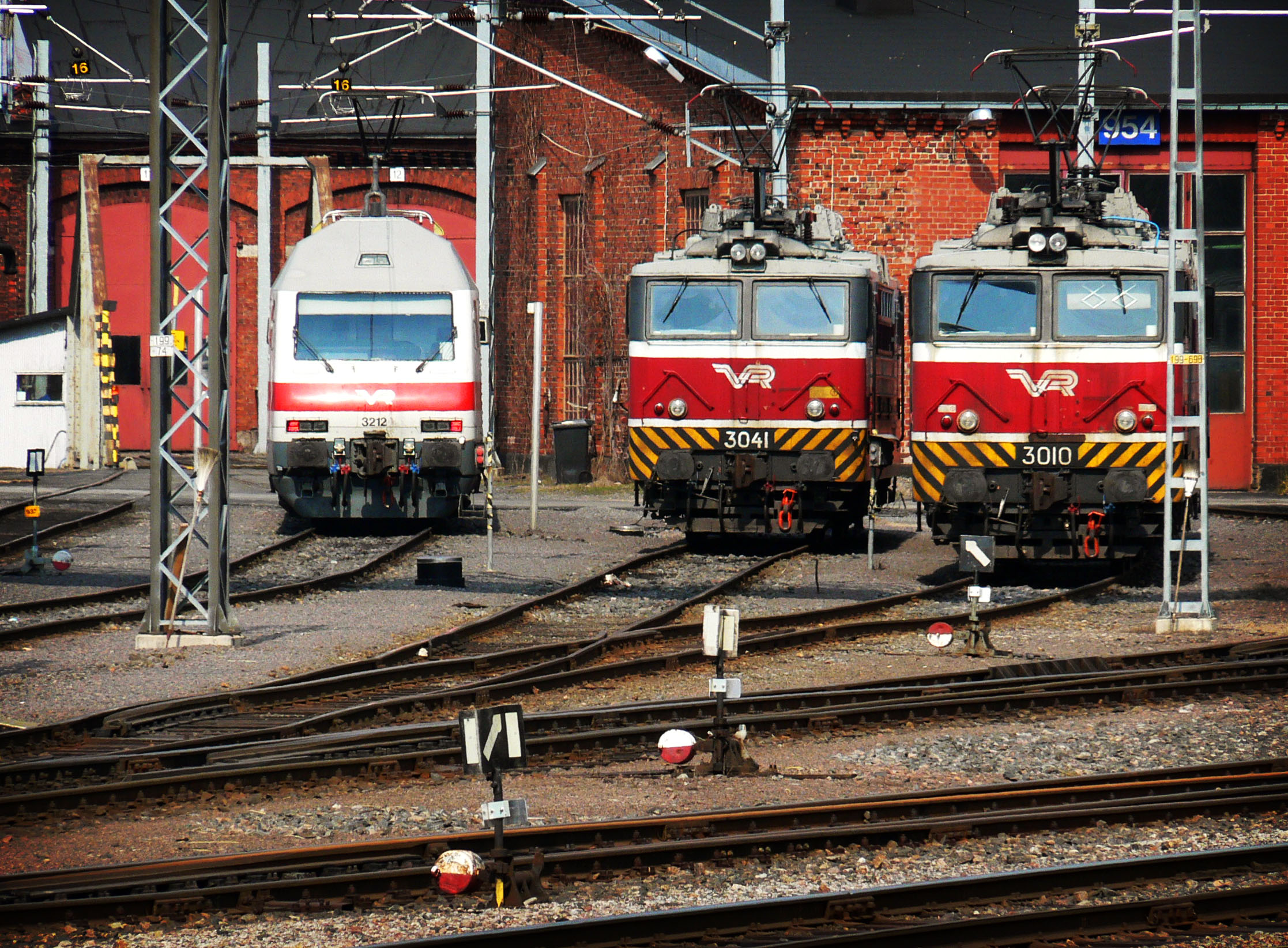
トゥルク中央駅に停車中の機関車
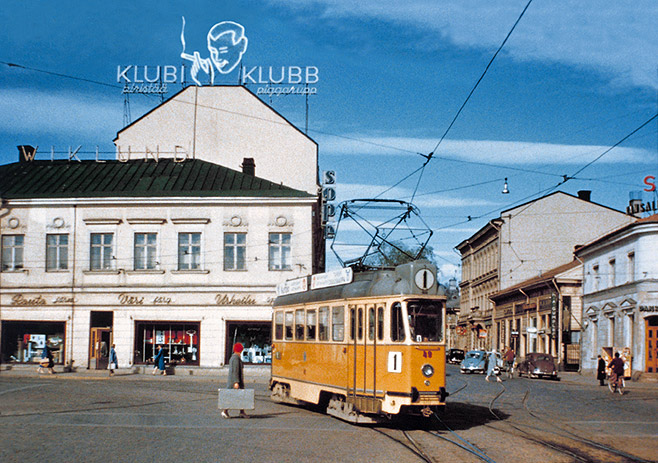
かつて運行されていた路面電車
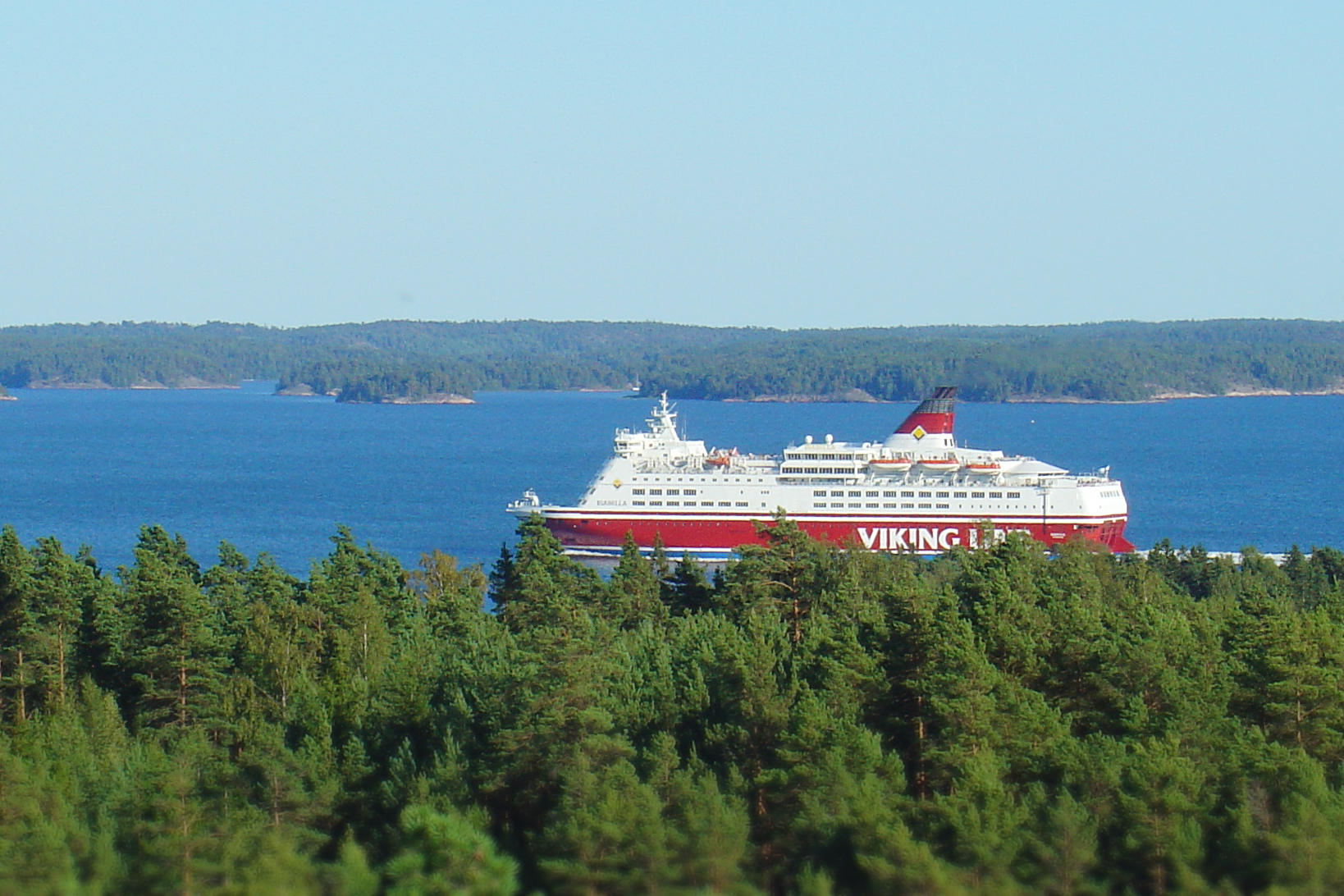
ヴァイキングラインの船舶

### 教育

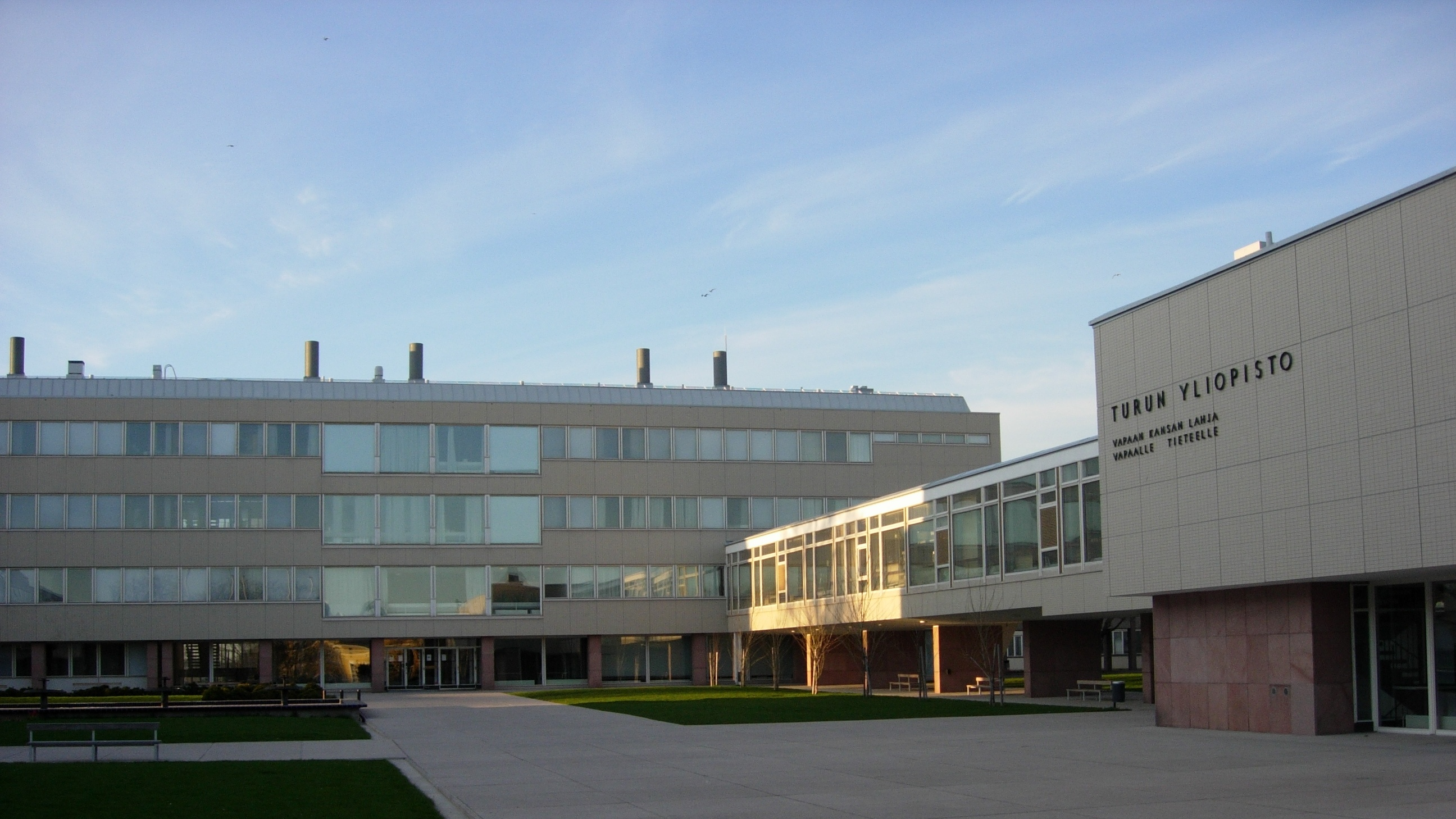
トゥルク大学

トゥルクはフィンランドのどの都市よりも長い教育の歴史を有している。13世紀後半にはトゥルク大聖堂とともにトゥルク大聖堂学校が設立された。1640年にはスウェーデンのクリスティーナ女王によって、フィンランド初の大学となるトゥルク帝国アカデミーが設立された。トゥルク帝国アカデミーはヘルシンキ大学の前身である。今日のトゥルクには高等教育を学ぶ学生が約35,000人いる。トゥルクには2つの大学があり、さらにいくつかの総合技術専門学校がある。
1920年に創設されたトゥルク大学はフィンランド有数の歴史を持つ大学であり、18,000人の学生を有してフィンランドで2番目に大きな大学である。トゥルクの中心的な病院であるトゥルク大学病院は教育目的のためにも使用されている。2010年にはトゥルク経済学校がトゥルク大学に統合された。
フィンランドで2番目、1918年に創設されたオーボ・アカデミー大学は、フィンランドで唯一のスウェーデン語大学である。トゥルク応用科学大学はフィンランドで2番目に大きな総合技術専門学校である。その他にはノヴィア応用科学大学とディアコニア応用科学大学がある。フィンランドでインターナショナル・スクールがある都市はトゥルクとヘルシンキのみである。トゥルク・インターナショナル・スクールはVarissuo地区に2003年に設立された。

### メディア

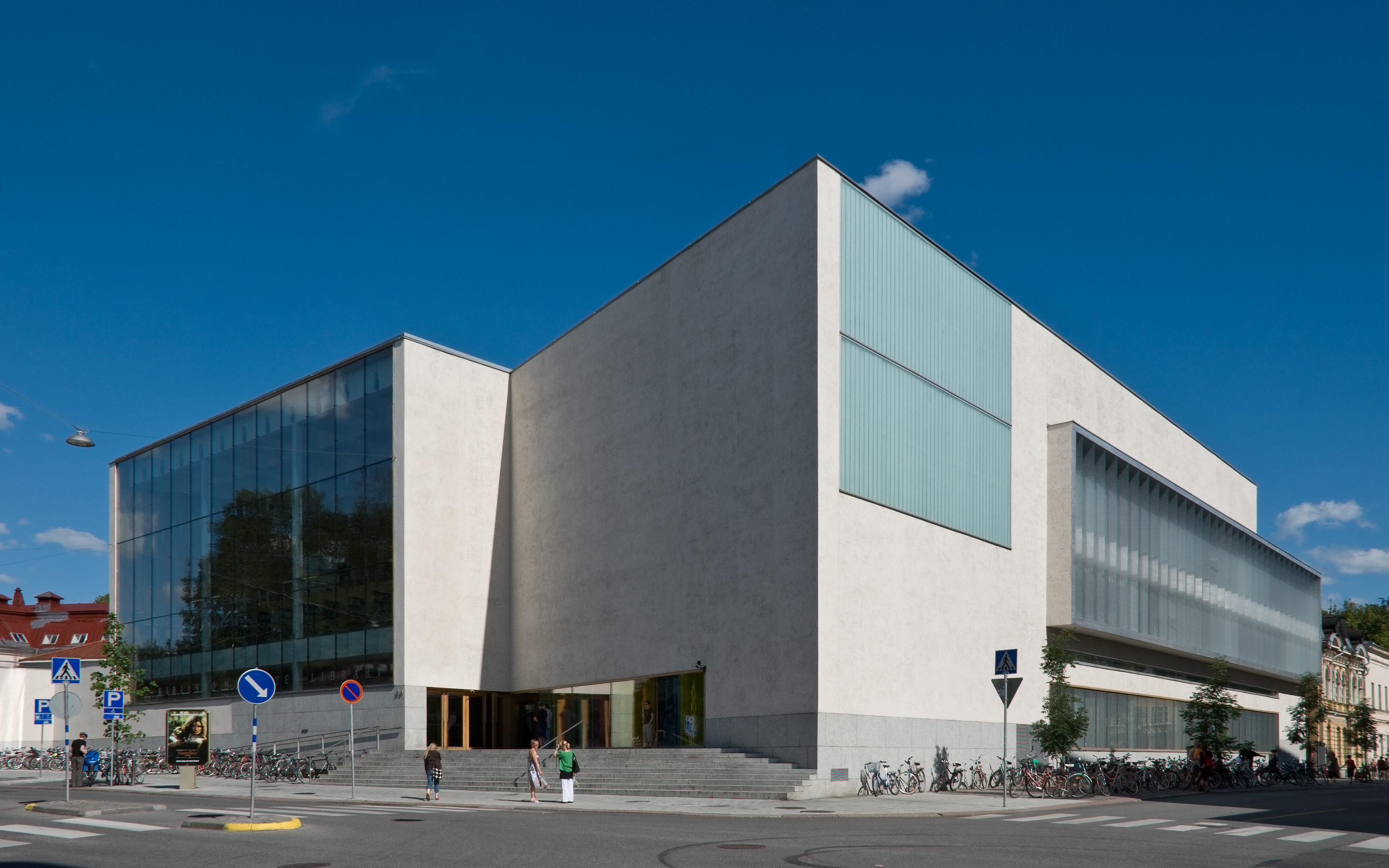
トゥルク中央図書館

1771年にはフィンランドで初めての新聞として、スウェーデン語の『Tidningar Utgifne Af et Sällskap i Åbo』がトゥルクで創刊された。1775年には初のフィンランド語紙である『Suomenkieliset Tieto-Sanomat』がトゥルクで創刊された。今日のトゥルクでもっとも広く読まれている新聞は、この地域の70%を読者に持つ日刊紙『トゥルン・サノマット』である。1824年創刊のスウェーデン語紙『Åbo Underrättelser』もトゥルクで発行されている。無料紙（フリーペーパー）の『Turkulainen』、『Metro International』の地域版、全国紙『イルタ・サノマトゥ』もまた人気がある。トゥルクの東部郊外向けの『Kulmakunta』、RaisioやNaantali周辺向けの『Rannikkoseutu』などのローカル紙も発行されている。
『トゥルン・サノマット』社は新聞だけでなく、トゥルクTVと呼ばれるテレビ局も運営している。フィンランド国営放送はフィンランド南西部向けのローカルニュースを放送している。トゥルクではすべての全国テレビチャンネルと全国ラジオチャンネルが視聴可能である。

## 文化

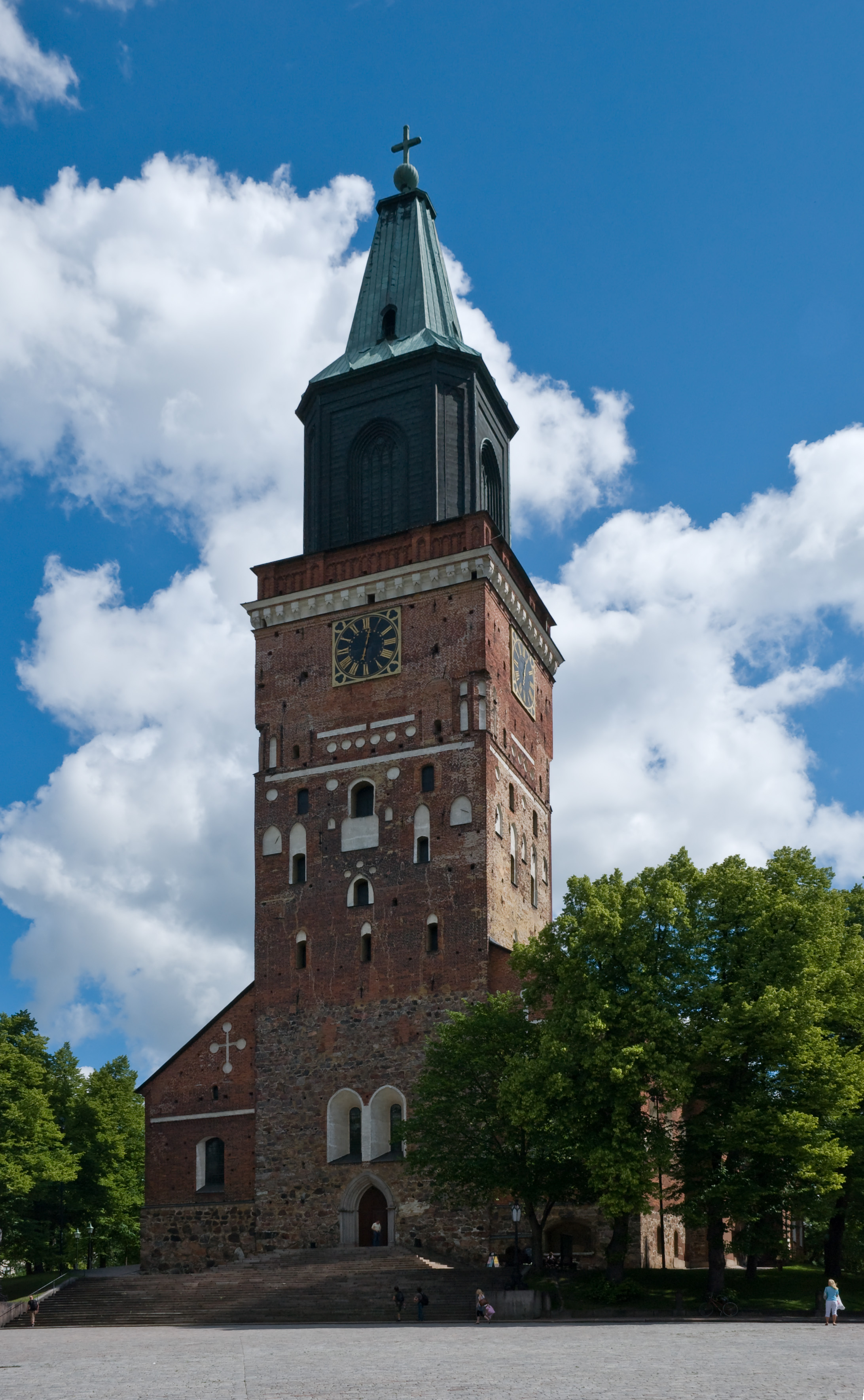
トゥルク大聖堂

トゥルクの文化的施設には、劇場、映画館、美術館などがあり、トゥルクの文化団体にはフィルハーモニー管弦楽団がある。トゥルク文化センターでは数多くのイベントが開催されており、毎年7月にはトゥルク中世市場が開催される。トゥルクはフィンランドにおける公式なクリスマス都市であり、フィンランドの「クリスマスの平和」は毎年12月24日にブリンカラ・ホールのバルコニーから宣言される。
音楽祭としてはトゥルク音楽祭に加えて、ルイスサロ島でルイスロック（ロックフェス）が、ダウン・バイ・ザ・ライトゥリ（ロックフェス）が開催される。ルイスロックはスカンディナビア半島最古のロックフェスとされ、ダウン・バイ・ザ・ライトゥリは北ヨーロッパ最大のエレクトロニックミュージックフェスとされる。
美術館や博物館には、トゥルク美術館やヴァイノ・アールトネン美術館などがある。オーボ・アカデミー大学にはフィンランドで唯一音楽分野を専門とするシベリウス博物館がある。これら以外にも、1881年から歴史博物館として機能しているトゥルク城や、14世紀の遺跡の上に1995年に建設されたアボォア・ヴェトス&アルス・ノヴァなどがある。ルオスタリンマキ手工芸博物館は、1827年のトゥルク大火を生き残った住宅から転換され、スカンディナビア半島で初めて金のリンゴ観光賞を受賞した。2011年にはエストニアの首都タリンとともに欧州文化首都に選定され、市議会によって様々な文化的催しが開催された。

### スポーツ

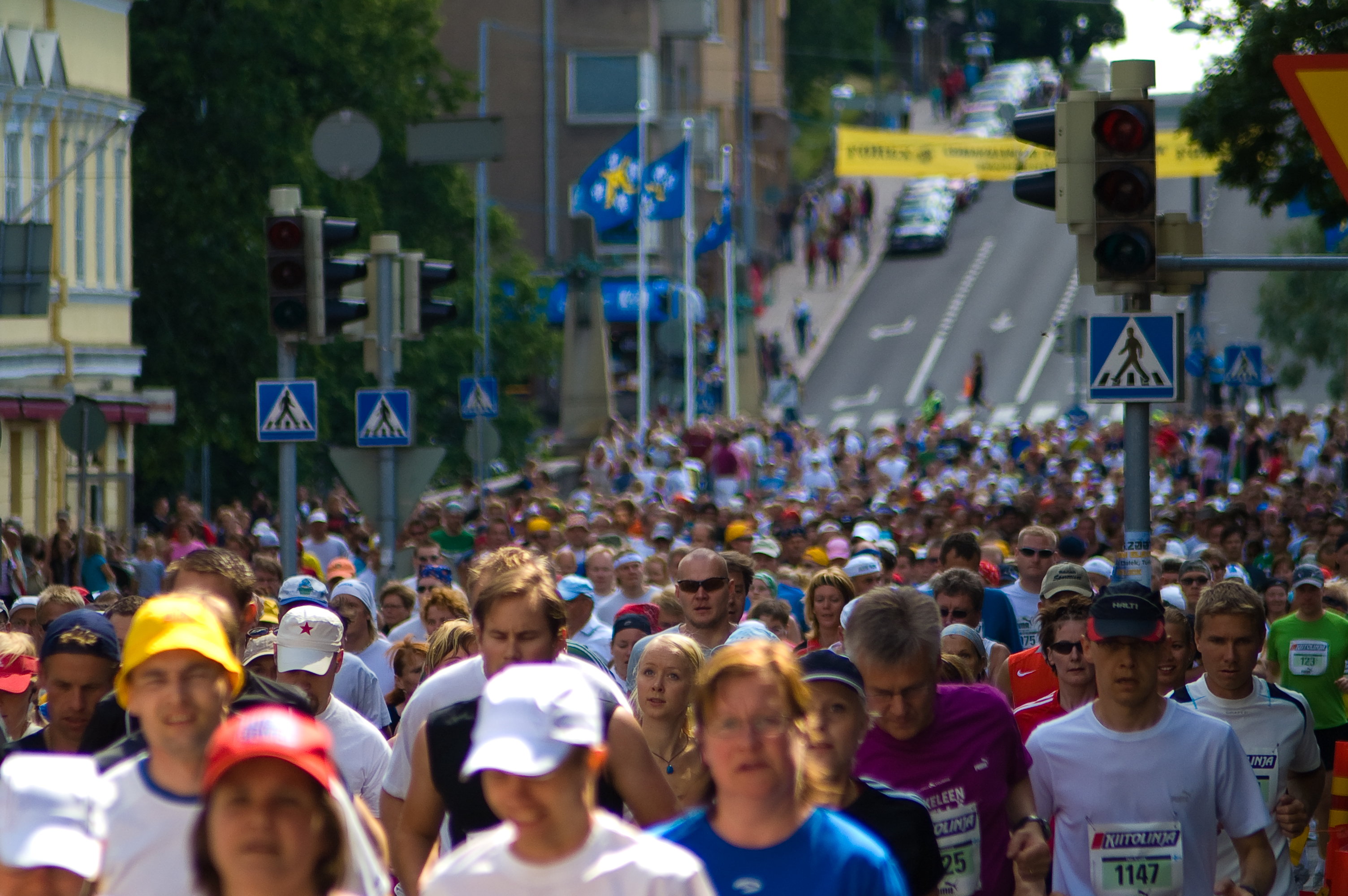
パーヴォ・ヌルミ・マラソン

トゥルクにはFCインテル・トゥルクとTPSトゥルクの2つのサッカークラブが本拠地を置いている。TPSトゥルクはヴェイッカウスリーガ（国内1部）で8回の優勝経験があり、FCインテル・トゥルクは1回の優勝経験がある。どちらもクピッター地区のヴェリタス・スタディオンをホームスタジアムとしている。
HC TPSはフィンランド有数のアイスホッケークラブであり、SMリーガ（国内1部）で11回優勝している。HC TPSはアルツカイネン地区のゲータレード・センターをホームアリーナとしている。
陸上競技選手（中長距離）のパーヴォ・ヌルミはトゥルク出身であり、ヌルミは1920年アントワープオリンピックで3個、1924年パリオリンピックで5個、1928年アムステルダムオリンピックで1個、計9個の金メダルを獲得した。トゥルクでは1910年から様々なマラソン大会が開催されてきたが、1992年にはヌルミの名を冠したパーヴォ・ヌルミ・マラソンが初開催された。この大会での男子歴代最高記録は、1994年の第3回大会で木口典昭が記録した2時間18分58秒である。1998年の第7回大会では、女子の部で風間広が優勝した。
テニス選手のヤルコ・ニエミネンはトゥルク近郊のマスク出身である。
ラクロスクラブのトゥルク・タイタンズは男子・女子それぞれのチームを有する。男子チームはフィンランド全国リーグで1回優勝し、3回準優勝しており、女子チームもまた強豪である。2012年にはトゥルクでU-19世界ラクロス選手権が開催された。

## 出身者
- Herman Spöring Jr.（英語版）(1733-1771) : 探検家。
- アンダース・レクセル(1740-1784) : 天文学者。
- ヨハン・ガドリン(1760-1852) : 化学者・鉱物学者。
- Erik Johan Löfgren（英語版）(1825-1884) : 肖像画家。
- Alex Federley（英語版）(1864-1932) : 風刺画家。
- カール・グスタフ・エミール・マンネルヘイム(1867-1951) : 軍人・政治家。フィンランド大統領。
- カール・ビョルクマン(1873-1948) : 政治家。オーランド諸島自治政府初代首相。
- パーヴォ・ヌルミ(1897-1973) : 陸上競技選手（中長距離）。夏季オリンピックでは金メダル9個獲得。
- アクセル・アイロ(1898-1985) : 軍人。
- ハリ・ラルバ(1906-1980) : 陸上競技選手。アムステルダム五輪男子1500m金メダル。
- マウノ・コイヴィスト(1923-2017) : 政治家。フィンランド首相。フィンランド大統領。
- アルト・ノラス(1942-) : チェリスト。
- ヤーノ・サーリネン(1945-1973) : オートバイレーサー。
- マッティ・サルミネン（英語版）(1945-) : バス歌手。
- ペンッティ・キルスティラ(1948-) : 著作家。
- マイケル・モンロー(1962-) : ミュージシャン。
- タル・リンネ(1968-) : オートバイレーサー。
- マルコ・キッティ(1970-) : 著作家。
- サク・コイブ（英語版）(1974-) : アイスホッケー選手。ミッコ・コイブの兄。
- ダルード (Darude)(1975-) : DJ。
- ミカ・キプラソフ（英語版）(1976-) : アイスホッケー選手。
- ニーロ・セヴァネン(1979-) : ミュージシャン。
- ヴィレ・ヴァンニ(1979-) : ミュージシャン。
- サンパ・ラユネン(1979-) : スキー選手（ノルディック複合）。冬季オリンピックでは金メダル3個獲得。
- ミッコ・コイブ（英語版）(1983-) : アイスホッケー選手。サク・コイブの弟。
- ニクラス・モイサンデル(1985-) : サッカー選手。フィンランド代表。
- ルーカス・フラデツキー(1989-) : サッカー選手。
- Joni Ortio（英語版）(1991-) : アイスホッケー選手。
- Rasmus Ristolainen（英語版）(1994-) : アイスホッケー選手。

## 姉妹都市
| - ベルゲン、ノルウェー（1946年-） - イェーテボリ、スウェーデン（1946年-） - オーフス、デンマーク（1946年-） - サンクトペテルブルク、ロシア（1953年-2022年） - グダニスク、ポーランド（1958年-） - ロストック、ドイツ（1958年-） - コンスタンツァ、ルーマニア（1958年-） - ヴァルナ、ブルガリア（1963年-） | - ケルン、ドイツ（1967年-） - セゲド、ハンガリー（1971年-） - ブラチスラヴァ、スロヴァキア（1976年-） - フィレンツェ、イタリア（1992年-） - タルトゥ, エストニア（2008年-） - ハルキウ、ウクライナ（2022年-） |

また、以下の都市と協力協定を締結している。
- タリン、エストニア
- 天津、中国